# Квінсі (Огайо)
Квінсі (англ. Quincy) — селище (англ. village) в США, в окрузі Лоґан штату Огайо. Населення — 536 осіб (2020).

## Географія
Квінсі розташоване за координатами 40°17′44″ пн. ш. 83°58′7″ зх. д. / 40.29556° пн. ш. 83.96861° зх. д. (40.295568, -83.968658).  За даними Бюро перепису населення США в 2010 році селище мало площу 2,93 км², уся площа — суходіл.

## Демографія
Згідно з переписом 2010 року, у селищі мешкало 706 осіб у 240 домогосподарствах у складі 191 родини. Густота населення становила 241 особа/км².  Було 280 помешкань (95/км²).
Расовий склад населення:
| - 96,5 % — білих - 0,4 % — корінних американців - 0,3 % — чорних або афроамериканців - 0,1 % — азіатів |

До двох чи більше рас належало 2,4 %. Частка іспаномовних становила 0,6 % від усіх жителів.
За віковим діапазоном населення розподілялося таким чином: 31,3 % — особи молодші 18 років, 60,3 % — особи у віці 18—64 років, 8,4 % — особи у віці 65 років та старші. Медіана віку мешканця становила 33,2 року. На 100 осіб жіночої статі у селищі припадало 99,4 чоловіків;  на 100 жінок у віці від 18 років та старших — 97,2 чоловіків також старших 18 років.
Середній дохід на одне домашнє господарство  становив 40 143 долари США (медіана — 36 250), а середній дохід на одну сім'ю — 45 967 доларів (медіана — 46 250). Медіана доходів становила 36 250 доларів для чоловіків та 34 063 долари для жінок. За межею бідності перебувало 25,7 % осіб, у тому числі 44,8 % дітей у віці до 18 років та 2,4 % осіб у віці 65 років та старших.
Цивільне працевлаштоване населення становило 225 осіб. Основні галузі зайнятості: виробництво — 24,0 %, освіта, охорона здоров'я та соціальна допомога — 17,8 %, роздрібна торгівля — 16,4 %.